# トフィソパム

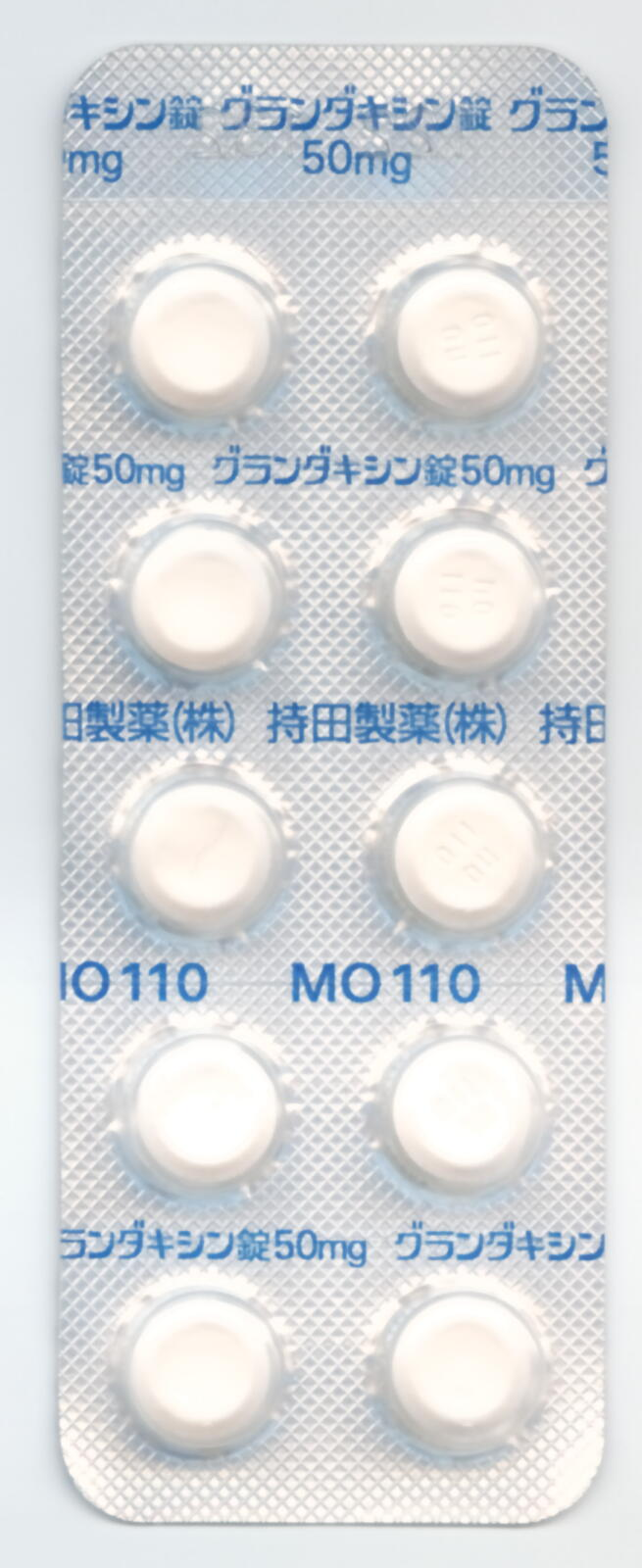
グランダキシン

トフィソパム（英: Tofisopam）はベンゾジアゼピン系の抗不安薬の一種。日本では商品名グランダキシンで持田製薬から販売されている。自律神経失調症などの治療薬として使用されている。

## 適応
自律神経のバランスの乱れからくる頭痛・動悸・倦怠感・発汗など

## 副作用
眠気、ふらつき、口渇、めまい、吐き気、便秘、食欲不振など

## 種類
- 錠剤：50 mg
- 細粒：10%